# Pajar Bulan (Tanjung Sakti Pumi)
Pajar Bulan is een bestuurslaag in het regentschap Lahat van de provincie Zuid-Sumatra, Indonesië. Pajar Bulan telt 1344 inwoners (volkstelling 2010).